# Episodi di Rookie Blue (terza stagione)
La terza stagione della serie televisiva Rookie Blue è stata trasmessa in prima visione assoluta in Canada da Global TV dal 24 maggio al 6 settembre 2012.
In Italia la stagione è stata trasmessa in prima visione dal canale pay Steel, della piattaforma Mediaset Premium, dall'11 agosto al 22 settembre 2012.
| nº | Titolo originale                       | Titolo italiano                   | Prima TV Canada  | Prima TV Italia   |
| -- | -------------------------------------- | --------------------------------- | ---------------- | ----------------- |
| 1  | The First Day of the Rest of Your Life | Il primo giorno di una nuova vita | 24 maggio 2012   | 11 agosto 2012    |
| 2  | Class Dismissed                        | Fine della lezione                | 31 maggio 2012   | 18 agosto 2012    |
| 3  | A Good Shoot                           | Un buon tiro                      | 7 giugno 2012    | 18 agosto 2012    |
| 4  | Girls' Night Out                       | Ragazze in libera uscita          | 28 giugno 2012   | 25 agosto 2012    |
| 5  | Messy Houses                           | Disordine                         | 5 luglio 2012    | 25 agosto 2012    |
| 6  | Coming Home                            | Ritorno a casa                    | 12 luglio 2012   | 1º settembre 2012 |
| 7  | Leap of Faith                          | Atto di fede                      | 19 luglio 2012   | 1º settembre 2012 |
| 8  | The Girlfriend Experience              | Una escort particolare            | 26 luglio 2012   | 8 settembre 2012  |
| 9  | Out of Time                            | Tempo scaduto                     | 9 agosto 2012    | 8 settembre 2012  |
| 10 | Cold Comforts                          | Amaro conforto                    | 16 agosto 2012   | 15 settembre 2012 |
| 11 | The Rules                              | Regole                            | 23 agosto 2012   | 15 settembre 2012 |
| 12 | Every Man                              | Punti di vista                    | 30 agosto 2012   | 22 settembre 2012 |
| 13 | I Never                                | Non ho mai                        | 6 settembre 2012 | 22 settembre 2012 |

## Il primo giorno di una nuova vita
- Titolo originale: The First Day of the Rest of Your Life
- Diretto da: David Wellington
- Scritto da: Tassie Cameron

### Trama
Dopo tre mesi di sospensione (a causa della sua relazione con Sam) passati ad allenarsi per fare lanci con il paracadute, McNally viene chiamata per l'udienza che deciderà il suo futuro come poliziotto. Di ritorno dall'aeroporto, dove è andato a prenderla Swarek, i due vengono coinvolti in un incidente d'auto, dove sono coinvolte tre macchine. Durante i soccorsi Andy trova una ragazza nella parte posteriore del furgone e dopo che riesce a tirarla fuori dal furgone in fiamme, la ragazza scompare. Tutti si attivano per cercarla. Indagando troveranno dei collegamenti su un vecchio caso di rapimento di cui si erano occupati gli agenti Williams e Shaw. La ragazza verrà ritrovata e il suo rapitore arrestato. Nel frattempo al distretto arriva una nuova recluta, Nick Collins, una vecchia conoscenza di Peck. Mentre Sam e Andy chiariscono il loro rapporto lasciato in sospeso.

## Fine della lezione
- Titolo originale: Class Dismissed
- Diretto da: Tim Southam
- Scritto da: Russ Cochrane

### Trama
Una macchina della polizia viene rubata con dentro un fucile carico. Durante le ricerche si scoprirà che rubare l'auto della polizia era un punto di una strana caccia al tesoro. Diaz e Nash catturano un ragazzo che fornirà delle indicazioni utili per ritrovare sia l'auto che il fucile, mentre Swarek e Mcnally si occuperanno di una sparatoria in una scuola.

## Un buon tiro
- Titolo originale: A Good Shoot
- Diretto da: David Wellington
- Scritto da: Greg Nelson

### Trama
Mentre sono di pattuglia Diaz ed Epstein si imbattono in una rapina in un negozio. Dov sarà costretto a sparare per legittima difesa, uccidendo il rapinatore. Durante le indagini preliminari però non viene ritrovata l'arma del ragazzo e Dov comincia a non credere più in se stesso. Diaz, Nash e McNally credendo alla buona fede del collega continuano a indagare scagionandolo del tutto. Mentre per colpa di questo episodio l'intero quartiere, darà dei problemi alla polizia, Nash scopre di aver ricevuto la promozione a detective.

## Ragazze in libera uscita
- Titolo originale: Girls' Night Out
- Diretto da: Steve DiMarco
- Scritto da: Noelle Carbone

### Trama
Gail e Andy escono per festeggiare la promozione di Traci, al mattino non sono in piena forma anche se sono pronte a rimanere accanto all'amica al primo giorno di lavoro come detective. Durante il giorno il detective Nash si troverà a fare un errore che potrebbe compromettere l'intera indagine. Ma un lavoro di gruppo riuscirà a far svolgere tutto a buon fine. Gail e Nick continuano ad avvicinarsi, mentre Chris scopre di loro due. Nel frattempo Dov, si confronta con la sorella del ragazzo che ha ucciso.

## Disordine
- Titolo originale: Messy Houses
- Diretto da: T.W. Peacocke
- Scritto da: Sherry White

### Trama
Andy e Chris sono in servizio e ricevono una chiamata, che viene fatta da un bambino undicenne, per lite domestica. Arrivati sul posto marito e moglie litigano a causa dei problemi alcolici di lui, e successivamente il bambino esce con una pistola puntandola contro gli agenti. Sam e Nick entrano in casa e scoprono che il padre del bambino possiede armi illegalmente. Saranno coinvolti anche gli assistenti sociali in particolare Claire McNally, la madre di Andy, che affiderà i figli della donna alla sorella di quest'ultima. Intanto Oliver e Dov, che è tornato in servizio dopo la sospensione, sono alle prese con un anziano alquanto bizzarro che denuncia la scomparsa della moglie che secondo il signore si trova sotto il disordine che c'è nella sua casa, sommersa di oggetti vari. Traci attraverso il numero di serie delle armi, trovate nell'appartamento, scopre che erano state già sequestrate da Jerry cinque anni fa e sarebbero dovute essere demolite. Jerry si ricorda di non aver firmato le carte per la demolizione ma che lo aveva chiesto ad una sua amica che lavora nella balistica. Eva, la sorella della donna coinvolta nella lite e temporanea affidataria dei nipoti, avverte gli agenti che la sorella ha preso i figli ed è scappata. Il GPS rintraccia l'auto della donna e Sam, Nick e Gail arrivati sul posto trovano nell'auto solo il primogenito della donna. Portato in centrale il ragazzo confessa dove si trova la mamma e Sam, Andy, Nick e Gail la trovano priva di sensi in overdose. Intanto Oliver e Dov trovano la moglie dell'anziano signore morta soffocata sotto la miriade di oggetti presenti in casa. Alla fine dell'episodio Chris è intenzionato a riprovarci con Gail ma lei gli dice che stava per sposare Nick qualche anno prima ma che lui alla fine si è tirato indietro e lei ora vuole schiarirsi le idee. Si scopre che Oliver è stato cacciato di casa dalla moglie Zoe e che Dov non riesce a stare bene perché si sente ancora in colpa per aver ucciso un ragazzo. Andy è ancora arrabbiata con la mamma per averla abbandonata quindici anni fa, alla fine dell'episodio parla con Sam e gli dice che il suo vero nome è Andrea e gli fa promettere di non mollare se le cose tra loro dovessero andare male ma di provarci e Sam le dice che per liberarsi di lui lei dovrà combattere.

## Ritorno a casa
- Titolo originale: Coming Home
- Diretto da: David Wellington
- Scritto da: Ley Lukins

### Trama
Andy sta preparando una festa di inaugurazione per la sua casa e per farlo si farà dare una mano dalla mamma, con la quale sta cercando si avvicinarsi. In servizio Andy e Sam ricevono un allarme silenzioso. Arrivati sul posto scoprono che c'è una festa dove un ragazzo viene accoltellato. Durante gli interrogatori Sam e Andy sono alle prese con una ragazza che scoprono essere Izzie, la figlia di Oliver. Andy e Sam cercheranno di coprirla dal padre, ma alla fine lo scopre.
Andy scopre che Sam ha cercato informazioni su sua madre e si arrabbia. Dov e Gail interrogano una ragazza Amber, la miglior amica di Izzie. Chris e Nick, che sono in ospedale con il ragazzo ferito, hanno una confessione da quest'ultimo che afferma di aver visto un ragazzo che maltrattava una ragazza, Izzie. Intanto Oliver e la moglie Zoe non trovano più Izzie che è scappata. Traci e Jerry scoprono da Amber che Izzie sta frequentando uno spacciatore, TK. Oliver scopre l'indirizzo del ragazzo e si reca sul posto dove trova anche la figlia che è stata picchiata dal ragazzo e Oliver lo maltratta e cerca di ucciderlo, ma l'intervento di Sam e Andy servirà a farlo ragionare, e il ragazzo viene arrestato. Alla fine dell'episodio Andy e Sam si chiariscono e tutti vanno alla festa di Andy organizzata dalla madre. Intanto Dov continua a frequentare Crystal, la sorella del ragazzo che lui ha ucciso.

## Atto di fede
- Titolo originale: Leap of Faith
- Diretto da: Peter Wellington
- Scritto da: Tassie Cameron

### Trama
Nick e Oliver stanno trasportando un testimone, Bobby Love, quando una banda disarma Nick e rapisce il testimone. Chris e Gail interrogano un professore che è un testimone, e che alla fine si scopre avere problemi con la droga, Dov, invece, deve aiutare Sue a dibattere per il processo e con la quale non parla da molto e non sa di Crystal. Intanto sbuca un testimone che dice di aver visto Love in un SUV che entrava in un garage, ma il signore dice di essere un sensitivo e non sa l'indirizzo preciso. Sam e Andy portano in giro il testimone e trovano il garage ma l'intervento affrettato di Nick farà andare via l'auto. Noelle scopre che il testimone ha rapporti con la banda, sua sorella è sposata con uno di loro. Nick con l'aiuto del sensitivo riesce a ricordare il volto di uno della banda e il testimone dice dove si trova Love e Nick e Andy trovano la banda che viene arrestata. Jerry scopre che il "sensitivo" voleva far arrestare il cognato perché picchiava sua sorella. Dov alla fine lascia Sue, Jerry chiede a Traci di sposarlo e lei accetta, mentre Andy dice a Sam che lo ama.

## Una escort particolare
- Titolo originale: The Girlfriend Experience
- Diretto da: David Wellington
- Scritto da: Tassie Cameron

### Trama
Andy e Nick ricevono una chiamata per lite. Arrivano e trovano un ragazzo che discute con una ragazza, Rachel, perché non trova più la fidanzata, Liz, e crede che lei sappia dove si trova. Nick scopre che le due ragazze fanno le escort. Dov e Chris vanno sul sito di incontro di Liz e scoprono che lei e un'altra escort sono scomparse dopo un incontro con un certo "Simpatico 76". Quest'ultimo ha prenotato una camera in un hotel e Gail si offre per andare sotto copertura, vista la somiglianza con le ragazze. Nel frattempo Chris e Dov hanno l'incarico di ascoltare alcune chiamate. Gail riceve un invito da "Simpatico 76". Tutto è pronto per la missione e Gail incontra un ragazzo, Charlie, che la invita ad uscire, il tizio però la porta nel garage e a questo punto interviene Sam che lo arresta, credendo che sia lui "Simpatico 76". Jerry lo interroga ma lui afferma che non sa niente di tutta questa storia. Sam e Noelle scoprono che Liz non era scomparsa ma era in vacanza, la ragazza riconosce Charlie e afferma che la notte della scomparsa della escort era con lei, così Jerry è costretto a rilasciarlo per la mancanza di prove trovandosi così al punto di partenza. Jerry intanto chiede a Sam di fargli da testimone di nozze. Intanto Dov e Chris ascoltano una chiamata in cui un anziano signore dice di aver trovato un ciondolo con il nome Nicole, la escort scomparsa. Rintracciato il signore ottengono l'indirizzo del posto dove trovano il corpo della ragazza senza vita. A fine missione Gail prende un TAXI che l'accompagna a casa e chiama Nick dicendogli che è sola e che vuole stare con lui, mentre Andy dice a Sam, dopo aver saputo del rilascio di Charlie, di voler fare compagnia a Gail. Gail è a casa, sola, quando bussano alla porta: è uno uomo sconosciuto e mascherato che entra con violenza e l'aggredisce brutalmente lasciandola priva di sensi.

## Tempo scaduto
- Titolo originale: Out of Time
- Diretto da: John Fawcett
- Scritto da: Russ Cochrane

### Trama
Andy va da Gail e la trova a terra priva di sensi, ma anche lei viene aggredita e drogata. Al distretto nessuno ha visto Andy e Sam, preoccupato, la chiama e lei gli racconta tutto. Il 15º distretto si mobilita per trovare Gail e nelle ricerche è coinvolto anche Luke, che mancava da qualche mese. Chris e Nick aiutano Luke nel cercare indizi ma i due litigano perché Chris ha scoperto che Nick non ha risposto al telefono quando Gail lo ha chiamato. Jerry interroga di nuovo Charlie ma lui dice di non sapere niente e anche questa volta ha un alibi di ferro; infatti la sera prima era al distretto e le telecamere di sorveglianza nel suo appartamento lo hanno ripreso. Luke intanto scopre che uno dei cadaveri trovati da Chris e Dov era stato sedato con un mix di chetamina e acepromazina (stesse sostanze trovate nelle analisi di Andy) e che risultava prenotata una cena allo stesso hotel il giorno del rapimento. Andy quindi crede che sia stato il barista e Sam le dà retta e segue il suo istinto, mentre Jerry ha qualche perplessità. Infatti lui crede sia stato il tassista che ha riaccompagnato Gail. Andy e Sam vanno all'hotel ma il barista dice che a quell'ora lui era in discoteca. Noelle intanto è in ospedale perché ha le doglie e Traci le sta accanto. Jerry arriva a casa del tassista e il detective l'ha capito: è lui l'assassino. Ma quando Jerry cerca di fermarlo, lui lo accoltella. Il tassista prende Gail e cerca di andarsene, ma Jerry ha ancora la forza di alzarsi e lo aggredisce mettendogli in tasca il proprio cellulare con il GPS attivato. Arrivano Andy e Sam e trovano Jerry a terra gravemente ferito che gli dice di rintracciare il GPS. Sam cerca di tenere in vita l'amico fino all'arrivo dei medici. Grazie al GPS, Oliver, Chris, Dov e Nick rintracciano l'auto del tassista e in una scena emozionante lo arrestano mentre Chris e Nick trovano Gail, salva, nel bagagliaio. In ospedale Noelle ha dato alla luce una bellissima bambina, mentre Jerry purtroppo non ce la fa e muore. Andy da la triste notizia a Traci. Nella scena finale sono tutti in ospedale: Andy è accanto all'amica mentre Sam apre il regalo che gli ha fatto Jerry: un ciondolo con su scritto «TO THE GOOD TIMES».

## Amaro conforto
- Titolo originale: Cold confort
- Diretto da: Paul Fox
- Scritto da: Sherry White

### Trama
È il giorno del funerale di Jerry e ci sono i suoi amici di sempre e i colleghi che cercano di stare vicini a Traci e ognuno affranta il dolore a modo suo. Gail in ospedale non riesce a dimenticare e si dà la colpa per la morte di Jerry. Sam non riesce a parlare con Andy del suo dolore e si tiene tutto dentro. Chris e Dov si offrono di svuotare la scrivania di Jerry e scoprono che aveva adottato un bambino a distanza e trovano un mucchio di soldi. Traci dice che il pc di Jerry, che conteneva informazioni di lavoro, è stato rubato e questo mette in pericolo la vita di Sedie, che passava a Jerry delle informazioni. Luke cerca di avere una deposizione da Gail, ma quando arriva a Jerry si blocca. Così Traci va a parlare con lei e le dice che non è colpa sua se è morto ma che è morto per qualcosa di importante. Sam riesce a recuperare il pc e oltre a Sedie, trova il nome di un altro informatore, Dave. Andy e Nick vanno a casa di Dave ma lo trovano a terra privo di sensi. In ospedale dice che con i soldi doveva pagare alcuni fornitori e questi, vedendo che Dave non si presentava, lo hanno picchiato. Dave apprende della morte di Jerry e Sam gli dice che il caso verrà affidato ad qualcun altro, ma Dave ha bisogno dei soldi prima che i fornitori lo uccidano e improvvisamente si ricorda del fratello autistico e dice che è in pericolo. Sam non gli crede perché secondo lui Dave ha capito che non hanno fretta di risolvere il suo caso e usa la storia del fratello come scusa. Andy invece gli crede. Dave va all'appuntamento, dove ci sono anche Sam, Andy e Nick che lo aspettano in auto ma quando capiscono che qualcosa non va intervengono e arrestano gli spacciatori e recuperano i soldi. Andy crede ancora che ci sia il fratello di Dave e cerca di convincere Sam che a questo punto si sfoga su Andy dicendole che avrebbe dovuto ascoltare Jerry e non l'istinto di una recluta. Nick scopre che Dave aveva un fratello, ma è morto. Alla fine dell'episodio sono tutti al Penny per una festa in onore di Jerry. Traci legge il commovente discorso di nozze scritto da Jerry. Sam parla con Andy e le dice che non riesce più a stare con lei e ad essere un poliziotto e lascia Andy in lacrime. Traci alla fine ringrazia tutti del sostegno e invita tutti a brindare per suo marito.

## Regole
- Titolo originale: The rules
- Diretto da: Gregory Smith
- Scritto da: Greg Nelson

### Trama
È passato un mese: Andy cerca di dimenticare Sam dicendo a tutti che sta bene, Traci e Gail tornano al lavoro e il 15º non sta passando di certo uno dei periodi migliori, infatti gli agenti sono sempre di meno e Frank cerca di convincere Luke a prendere uno dei suoi agenti per la Task Force. Il sergente Best vuole ripartire dalle basi. Traci non se la sente di ricominciare a fare il detective e vuole anche lei tornare in strada come poliziotto. Sam intanto chiede a Andy di ridargli le chiavi della sua auto. Andy è in auto da sola e piange e Nick, che è in servizio con lei lo capisce così si offre di essere il suo "amico di rottura". Sam e Chris lavorano insieme e Swarek fa cinque multe ad un solo signore più l'accusa di offesa a pubblico ufficiale e Diaz non sembra essere d'accordo con il suo metodo. Nick e Andy ricevono una chiamata per un veicolo in fiamme, arrivano sul posto e scoprono che il furgone appartiene a un prete e trovano inciso sul veicolo una minaccia di morte. Il prete dice che nessuno potrebbe volergli fare del male ma Andy non è convinta e crede che stia proteggendo qualcuno. Intanto Dov dice che deve andare a fare una visita invece va da Crystal per aiutarla a fare il trasloco e lei gli dice che la mamma ha scoperto della loro relazione. Gail e Traci vedono dei bambini che sono usati come corrieri per la droga e cercano di fermarli me riescono a prendere solo una bambina. Andy e Nick scoprono che il prete era stato in carcere e che un certo Cartis, che arruola i bambini, potrebbe aver appiccato il fuoco in quanto il prete ha cercato di ostacolarlo. McNally e Collins vanno dal prete dove avviene una sparatoria e il prete incolpa gli agenti e anche questa volta non ha visto niente. Intanto Gail e Traci trovano sul braccio della bambina delle bruciature e Oliver trova un video in cui c'è Cartis che provoca delle bruciature ad un ragazzo. Andy e Nick scoprono che tra il prete e Cartis c'è una "guerra" perché Cartis ha procurato delle bruciature sul braccio a un bambino di nome Thomas e Andy e Nick scoprono che si tratta del figlio del prete. Intanto il prete scappa e va a cercare Cartis. McNally e Collins lo trovano mentre il prete punta una pistola contro Cartis ma riusciranno a farlo ragionare. Traci, che è tornata a fare il detective interroga Cartis e lei e Luke gli propongono di fare dei nomi in cambio di uno sconto della pena. Lui accetta così il distretto compie otto arresti e migliora la sua reputazione mentre Luke dice a Frank che prenderà qualcuno per il suo progetto. Alla fine dell'episodio Diaz dice a Sam che farebbe meglio a chiarire con Andy, stesso consiglio che gli darà addirittura Luke. Andy, dopo aver "ridato" le chiavi a Sam, dice a Nick di sentirsi meglio. Dov, intanto viene aggredito da una banda che ha scoperto che è stato lui ad uccidere il fratello di Crystal.

## Punti di vista
- Titolo originale: Every Man
- Diretto da: David Wellington
- Scritto da: Noelle Carbone

### Trama
Al 15° è avvenuto un omicidio nel settore arresti che coinvolge la SIU. L'investigatore Mills è incaricata di interrogare Andy, Dov, Chris e Gail. Così assistiamo alla giornata di ognuno dal proprio punto di vista. La prima è Gail e racconta la sua giornata prima dell'incidente: arriva al distretto con il padre e poi incontra Dov e Chris con i quali parla della Task Force che Luke sta organizzando e dicendo che il padre non la vuole far entrare in quanto rischioso ma che riceverà di sicuro una promozione perché è una Peck, i tre incontrano poi Andy che si comporta in modo strano... alla riunione Best annuncia che gli agenti hanno il compito di sorvegliare una partita di football, mentre a Chris, che stranamente è arrivato tardi alla riunione, gli viene affidato l'incarico di stare nel settore arresti. Alla partita avviene una rissa e Gail mette in macchina un sospettato senza perquisirlo per aiutare Andy e Dov, poi Gail dice alla Mills di ricordarsi di aver perquisito il ragazzo. È il turno di Dov: vediamo che Dov ha riportato una ferita grave a causa dell'aggressione subita e dice che si è fatto male giocando a baseball. Best non lo crede e infatti ha scoperto della sua relazione con Crystal. Alla partita Dov prende con forza un ragazzo che cerca di scappare, e porta il suo sospettato in centrale e questo lo colpisce al naso e Gail lo aiuta lasciando il suo sospettato con Dov che lo fa salire in auto senza perquisirlo e questo viene portato in cella da Best. Nel settore arresti il sospettato che ha preso Gail caccia una pistola e la punta contro gli agenti e l'altro sospettato. Tocca ad Andy: scopriamo che venendo in centrale ha trovato Nick ubriaco e per questo si comporta in modo strano per non farlo scoprire a nessuno. Alla partita prende in custodia un ragazzo ma lo lascia a Chris per andare a controllare Nick e mentre è con lui scatta l'allarme dal settore arresti. È il turno di Chris che è ritenuto il maggior responsabile in quanto era lui ad occuparsi dei prigionieri. Inoltre scopriamo che era arrivato tardi alla riunione in quanto durante la giornata aveva ricevuto la visita della sua ex, Denise, che dice a Chris che ha avuto un figlio da lui, lasciandolo scosso. Nel settore arresti Chris mette i prigionieri nella stessa cella e quando il prigioniero armato punta la pistola contro tutti dice di voler parlare solo con Chris e questi cerca di farlo ragionare ma un agente colpisce il prigioniero alla testa provocandone la morte. Quindi sembra che sarà Chris ad essere sospeso ma Gail, sicura che essendo una Peck, se la caverà decide di dire alla Mills che è colpa sua in quanto non ha perquisito il prigioniero ma verrà lo stesso sospesa. Alla fine dell'episodio Andy parla con Nick che le racconta che un militare che era nella sua squadra e che lo sostituì in pattuglia è morto e lui si sente in colpa, così per non incolparsi e non dimenticare, una volta all'anno decide di ubriacarsi, Chris decide di non voler fare il test di paternità e di essere un buon padre per il figlio mentre Gail comunica agli amici di essere stata sospesa. Sam è geloso dell'amicizia tra Andy e Nick.

## Non ho mai
- Titolo originale: I never
- Diretto da: David Wellington
- Scritto da: Tassie Cameron

### Trama
L'episodio si apre con le nostre "reclute" al Penny che fanno un brindisi alle cose mai fatte, mentre Andy vede Sam che gioca a biliardo con una ragazza e confessa alla madre di averlo dimenticato, ma la mamma non è d'accordo e così le consiglia di fare qualcosa di nuovo e Andy decide di andare a parlare con Luke dicendogli che vuole entrare a far parte della Task Force ma Luke non sembra contento, in quanto afferma che Andy tende a mettere le cose personali prima del lavoro ma ovviamente lei non è d'accordo. Intanto Oliver consiglia a Sam di chiarire con Andy. Chris è entusiasta del suo nuovo ruolo di padre.
In servizio Andy e Dov ricevono una chiamata da un ospedale perché un paziente è scappato, rintracciano il furgone e Andy viene aggredita da un uomo che scopriamo essere John Gray, (l'uomo che nell'episodio Il primo giorno del resto della tua vita aveva rapito una ragazza). Andy e Dov credono che sia andato da Alice, la ragazza rapita in precedenza. Luke intanto interroga l'autista del furgone credendo che si sia fatto corrompere per aiutare Gray, mentre Sam e Nick interrogano il suo compagno di cella che conferma che Gray ha ingoiato delle lamette e si è aperto le manette con un tappo e che la guarda (l'autista) era disposta ad aiutarlo se veniva pagato bene e inoltre dice che Gray ha un borsone pieno di armi e soldi. Andy e Dov scoprono che Gray ha rapito un'altra ragazza, Katy. Sam riceve una chiamata da Gray, che ha il telefono di Andy, e dice che se non gli portano Alice uccide Katy. Andy intanto trova Katy che ha una granata innescata tra le mani e se la lascia scoppia, McNally viene di nuovo aggredita da Gray che poi scappa. Andy riesce prendere la granata che la ragazza aveva tra le mani mentre Dov riesce a prendere Gray. Sam, che è rimasto con Andy, riesce finalmente a dirle che la ama. L'artificiere riesce disinnescare la bomba, ancora tra le mani di Andy. Luke propone a Traci di entrare nella Task Force ma lei rifiuta perché vuole stare con il figlio. Diaz ha preso la decisione di andare a Timmins con Denise e il figlio. Sam ribadisce a Andy i suoi sentimenti e le dice che farà di tutto per farsi perdonare e che l'aspetterà al Penny. Luke dice ad Andy che è entrata nella Task Force. Best comunica a Gail che la riammetterà in servizio con un istruttore, mentre Oliver dice a Sam che Zoe gli vuole dare un'altra opportunità. Andy scopre che anche Nick è entrato nella Task Force. L'episodio si chiude con Sam e Gail che aspettano Andy e Nick al Penny che intanto sono partiti per la loro nuova missione.